# Peter Cartwright

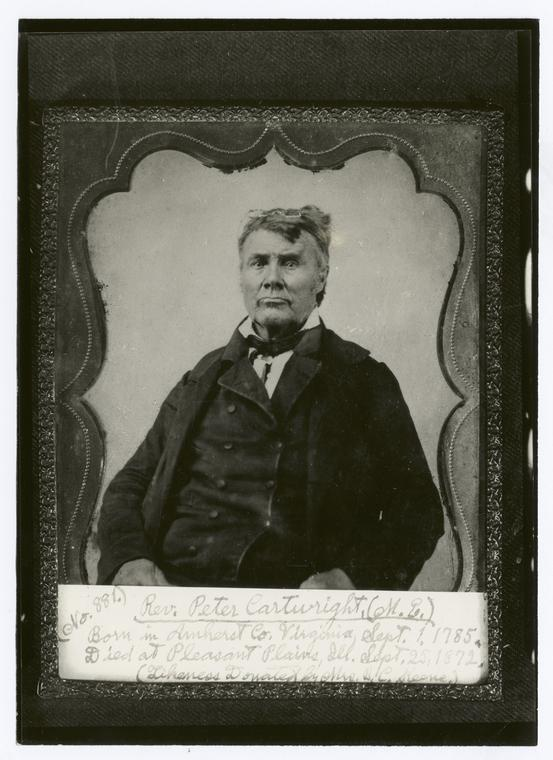
Peter Cartwright

Peter Cartwright (* 1. September 1785 in Amherst County, Virginia; † 25. September 1872 in Pleasant Plains, Sangamon County, Illinois) war ein früher amerikanischer „Hellfire-and-brimstone“-Prediger und Missionar, der dem Second Great Awakening zum Start verhalf und persönlich zwölftausend Menschen taufte.
Im Alter von 16 Jahren hatte er ein Erweckungserlebnis. Er wandte sich der Methodist Episcopal Church zu und wurde dort zu einem Prediger und Bezirksreiter. 1812 war er Teilnehmer am Britisch-Amerikanischen Krieg. Im gleichen Jahr wurde er zum Presiding Elder (heute District Superintendent) berufen, welches Amt er fünfzig Jahre lang ausübte. 1846 unterlag er als Bewerber für einen Sitz für den Staat Illinois im US-Kongress Abraham Lincoln. Er war seit 1808 mit Frances Gaines verheiratet, mit der er zwei Söhne und sieben Töchter hatte. Der Tod soll ihn auf dem Pferderücken ereilt haben. Er wurde in seinem Heimatort Pleasant Plains in Illinois begraben.